# 動物の国 (東京12チャンネル)
動物の国（どうぶつのくに）は、1965年（昭和40年）から1967年（昭和42年）にかけて、日本科学技術振興財団テレビ事業本部(科学テレビ 東京12チャンネル)（現・テレビ東京）で放送されたテレビ番組。放送時間は月曜19:00～19:30。

## 概要
内容はその名の通り、様々な動物の生態を紹介する30分番組。当時の科学テレビ 東京12チャンネルは教育局ということもあり、教育番組・教養番組の制作比率を高める必要があったため、「子供向けに様々な動物を紹介する」という教育色の強い企画から誕生した。

## 動物おじさん
番組では動物の生態の詳細を紹介するために、専門家を「動物おじさん」としてレギュラー出演させていた。基本的にはいずれも当時の上野動物園の関係者である。
- 初代: 古賀忠道 - 初代上野動物園長。
- 2代: 林寿郎 - 2代上野動物園長。
- 3代: 西山登志雄 - 当時上野動物園でカバの飼育担当。後に東武動物公園初代園長。
- 4代: 中川志郎 - 当時上野動物園内の動物病院院長。後に7代上野動物園長。